# Leonard Eugene Dickson
Leonard Eugene Dickson, född den 22 januari 1874 i Independence, Iowa, död den 17 januari 1954 i Harlingen, Texas, var en amerikansk matematiker som främst ägnade sig år abstrakt algebra. Han är också känd för att ha skrivit det talteoretiska verket History of the Theory of Numbers i tre volymer utgivna 1919 till 1923.
Dickson föddes i Iowa (fadern var bankir), men familjen flyttade till Cleburne i Texas när han var barn. Han tog en BS 1893 och en MS 1894 under George Bruce Halsted vid University of Texas at Austin. Han flyttade därefter till University of Chicago, där han avlade doktorsexamen under E.H. Moore 1896 med avhandlingen The Analytic Representation of Substitutions on a Power of a Prime Number of Letters with a Discussion of the Linear Group. Efter en tids studier i Europa – i Leipzig under Sophus Lie och i Paris under Camille Jordan – återvände han till USA för en lärartjänst vid Berkeley. 1899 fick han en professur vid University of Texas och året därpå vid Chicagouniversitetet. Dickson stannade kvar i Chicago under resten av sin karriär, om man bortser från att han var gästprofessor vid Berkeley 1914, 1918 och 1922. Efter sin pensionering 1939 flyttade han tillbaka till Texas. Han hade då haft sammanlagt 68 doktorander, bland vilka kan nämnas Abraham Adrian Albert, Cyrus Colton MacDuffee och Arnold Ross.
Dickson gifte sig 1902 med Susan McLeod Davis (1880 - 1947) och tillsammans fick paret två barn.
1913 valdes Dickson in i National Academy of Sciences. Han var också ledamot av American Philosophical Society, American Academy of Arts and Sciences, London Mathematical Society och Franska vetenskapsakademien samt av  American Mathematical Society, vars ordförande han var 1917–1918.
1928 blev han den förste att ta emot Colepriset i algebra (för boken Algebren und ihre Zahlentheorie). Han blev också den förste mottagaren av Newcomb Cleveland-priset, då han tilldelades detta av American Association for the Advancement of Science för 1923 (för artikeln On the Theory of Numbers and Generalized Quaternions).
Dickson utnämndes till hedersdoktor vid Harvard 1936 och Princeton 1941.
Hans namn återfinns i Dicksonalgebra, Dicksonpolynom, Dicksons förmodan och Dicksons lemma. Även Jordan-Dicksons sats är uppkallad efter honom (och Camille Jordan) liksom Cayley-Dicksons konstruktion av hyperkomplexa tal (jämte Arthur Cayley).

## Verk i urval
Dickson skrev 18 böcker och publicerade över 250 artiklar. Bland böckerna märks:
- 1901: Linear groups with an exposition of the Galois field theory
- 1914: Linear algebras
- History of the theory of numbers
  - 1919: Vol. I: Divisibility and primality
  - 1920: Vol. II: Diophantine analysis
  - 1923: Vol. III: Quadratic and higher forms
- 1922: First course in the theory of equations
- 1923: Algebras and their arithmetics
- 1926: Modern algebraic theories
- 1927: Algebren und ihre Zahlentheorie[20]
- 1939: Modern Elementary Theory of Numbers

Artiklarna gavs 1975–1983 ut i samlingsverket The Collected Mathematical Papers of Leonard Eugene Dickson (sex band) redigerat av Adrian Albert.